# Chiropotes
Chiropotes là một chi động vật có vú trong họ Pitheciidae, bộ Linh trưởng. Chi này được Lesson miêu tả năm 1840. Loài điển hình của chi này là Pithecia (Chiropotes) couxio Lesson, 1840 (= Cebus satanas Hoffmannsegg, 1807).

## Hình ảnh

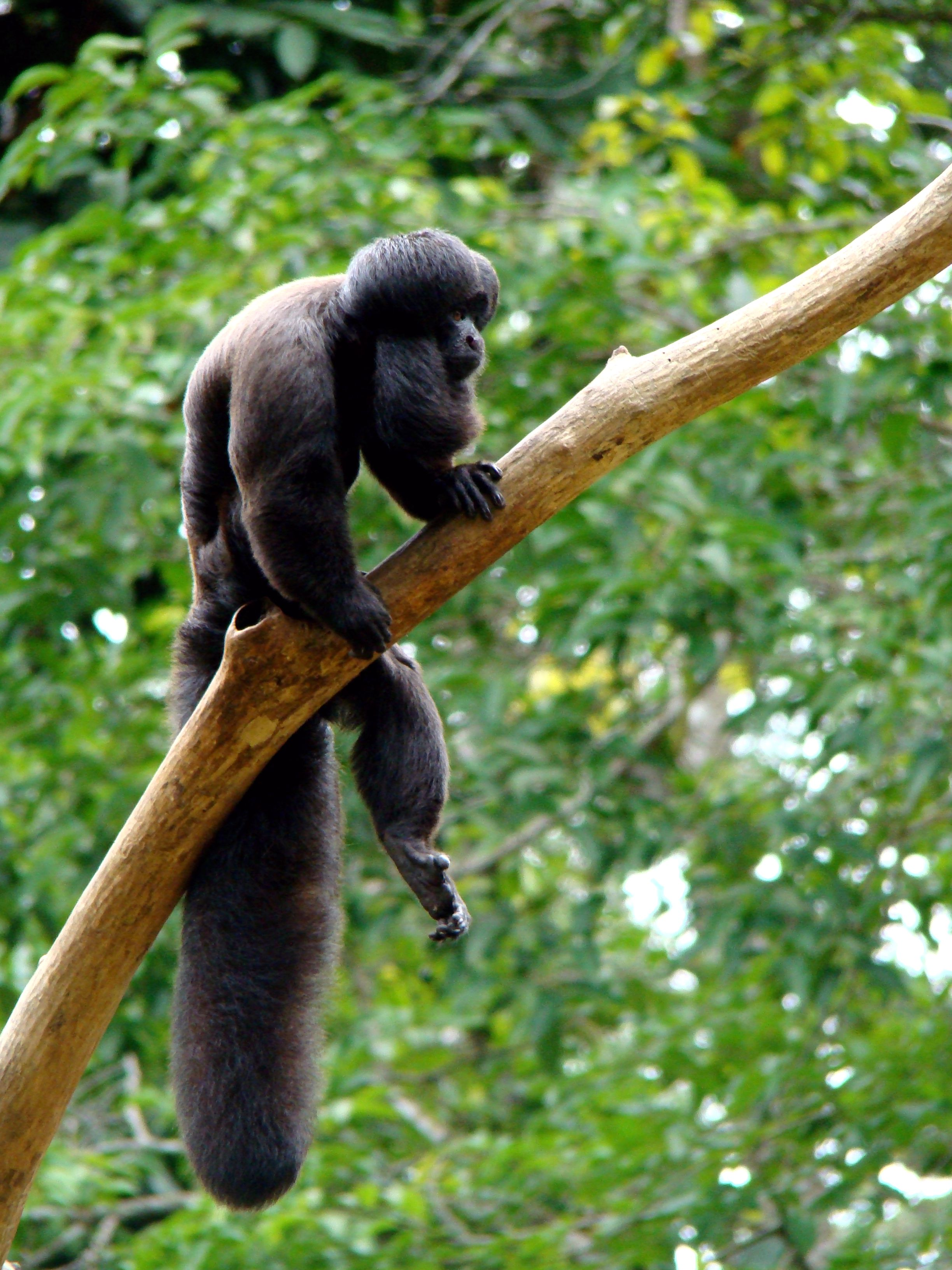
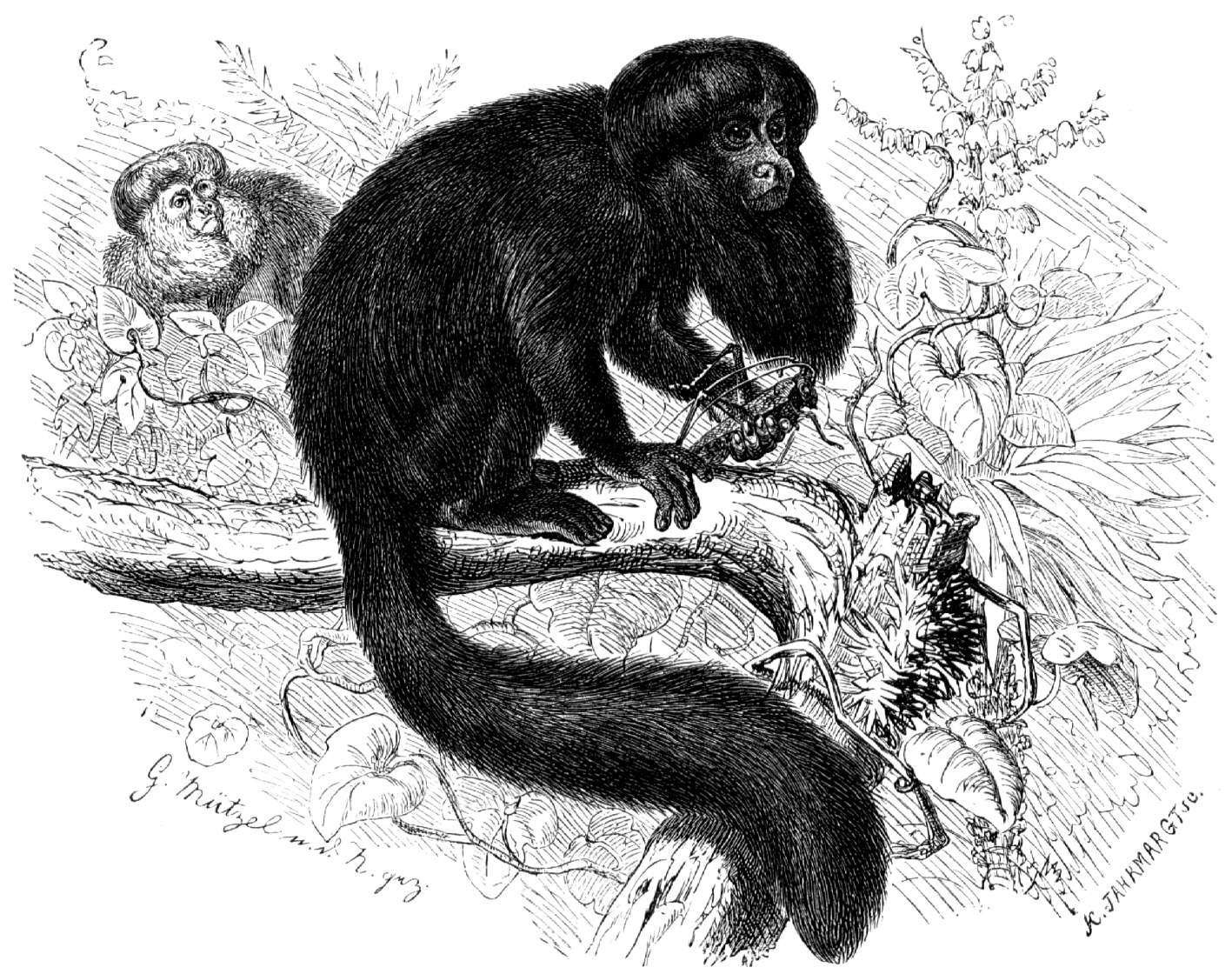
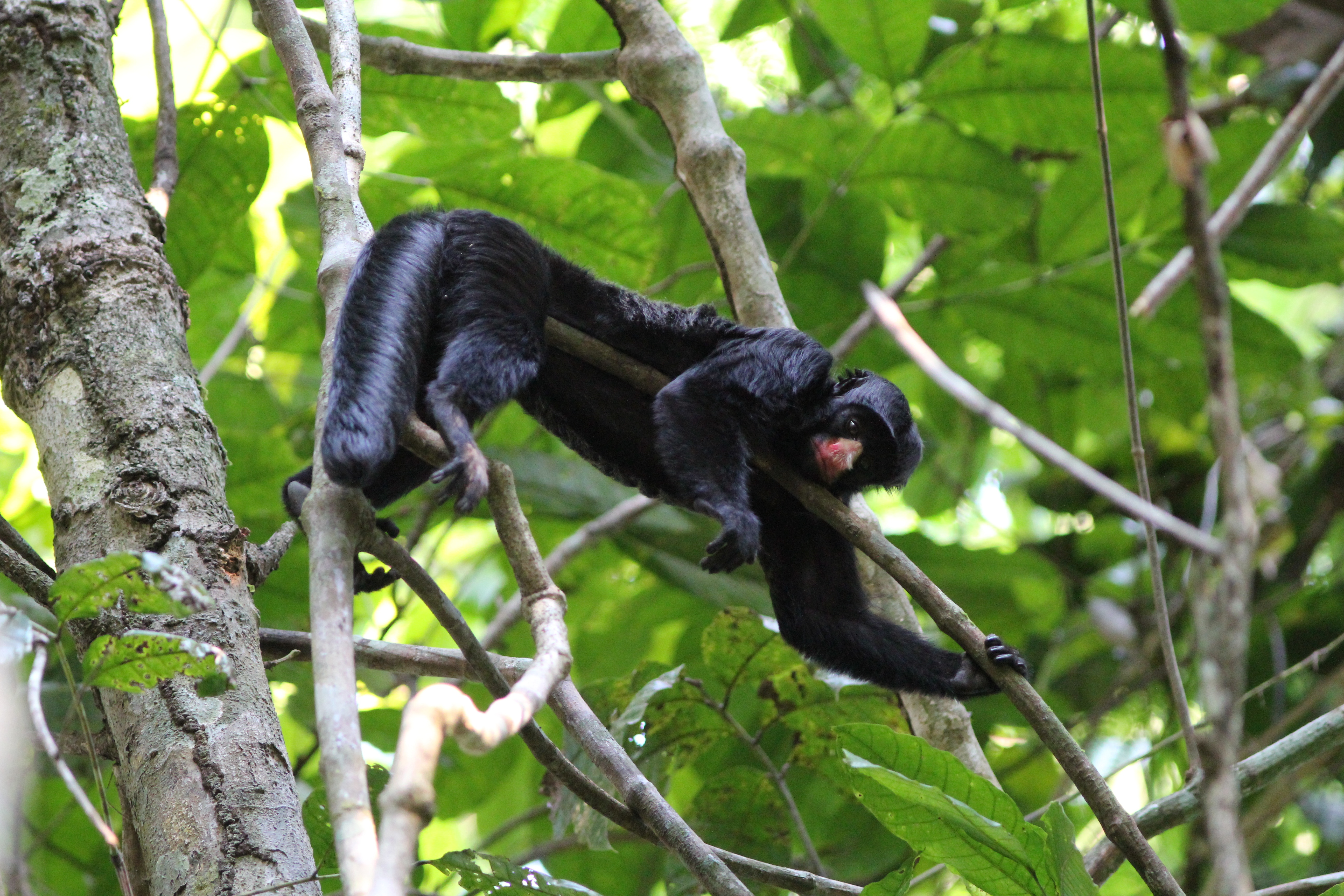

## Các loài
Chi này gồm các loài: